# Жеффрар, Фабр
Гийом Фабр Николя Жеффрар (фр. Guillaume Fabre Nicolas Geffrard; 19 или 23 сентября 1806, Анс-а-Во, Гаити, — 31 декабря 1878, Кингстон, Ямайка) — гаитянский государственный, политический и военный деятель, мулатский генерал гаитянской армии, восьмой президент Гаити с 1859 года до его свержения в 1867 году. 18 апреля 1852 года император Фостен I Сулук дал ему титул герцога Табаррского. После участия в гос.перевороте с целью отстранения Фостена I от власти, чтобы передать власть «цветной» элите, стал президентом в 1859 году. Чтобы успокоить крестьян, он возобновил практику продажи государственных земель и положил конец существовавшему с 1804 года расколу между гаитянскими католиками и Католической церковью, после чего последняя взяла на себя важную роль в улучшении образования. Пережив несколько восстаний, он был свергнут майором Сильвеном Сальнавом в 1867 году.

## Жизнь до президентства
Жеффрар был сыном Николя Жеффрара, генерала революционной армии во время Гаитянской революции, подписавшего Декларацию о независимости Гаити и участвовавшего в составлении Конституции 1806 года. Однако отец был убит ешё до рождения Гийома. Жеффрара-младшего усыновил его дядя — полковник Фабр, близкий соратник покойного родственника. 15-летний Жеффрар оставил учёбу в колледже в Ле-Ке в 1821 году, ради военной службы.  
Решив пойти по стопам отца, он вступил в его былое подразделение, 13-й полк. Когда генерал Шарль Ривьер-Эрар поднял восстание против Жан-Пьера Буайе в 1843 году, Жеффрар присоединился к первому и стал подполковником. Затем его отправляют Жереми, чтобы он разобрался со сторонниками Буайе. После этого триумфа в 1844 году он был возведён в звание бригадного генерала. Новый президент граф Жан-Батист Рише опасался популярности Жеффрара в народе и арестовал его, но военный трибунал отпустил его. В 1849 году, во время правления Сулука, Жеффрар командовал экспедицией против Доминиканской Республики, во время которой он был ранен в битве при Асуа. 

Он занимал самые высокие посты в армии при правительстве Фостена Сулука и при Империи. В 1849 году Сулук стал императором Фостеном I и назначил Жеффрара командовать армейской дивизией во время первой войны против Доминиканской Республики, в которой он прославился своей победой при городе Табарр. Во время второй войны против Доминиканской Республики (1856 г.) генерал Жеффрар несколько раз отличился, в частности, благодаря умелому управлению артиллерией в Банико. Таким образом, он был титулован герцогом Табаррским за свои военные успехи. Впрочем, во время третьего вторжения Фостена в Доминиканскую Республику, которое длилось с 1855 по 1856 год, он был трижды побеждён и понёс тяжёлые потери, что заставило неохотно согласиться на перемирие, продолжая при этом утверждать суверенитет Гаити над восточной частью острова. 

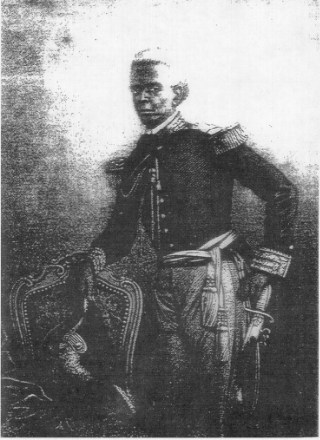
Портрет президента Фабра Жеффрара.

Но поскольку режим Империи стал непопулярным, Жеффрару стал угрожать император Фостен I. Генерал считался единственным способным лидером из его окружения, и как массы, так и элита возглагали на него надежды перемен. Появление редкой двухвостой кометы было истолковано суеверными людьми как предзнаменование его успеха. Революционеры в долине реки Артибонит отправили делегацию к Жеффрару, прося его взять на себя командование их выступлением. 
Почувствовав растущую угрозу, Фостен приказал арестовать Жеффрара, но тому удалось сбежать на лодке и организовать восстание, приведшее к падению Империи. С горсткой людей Жеффрар высадился в Гонаиве и взял город без кровопролития. Затем он поднял свой штандарт и провозгласил республику 23 декабря 1858 года. Когда Фостен лично возглавил свои войска, остальная часть Гаити также взорвалась вооружённым восстанием. К Новому году большая часть страны была полностью под контролем республиканцев. 15 января 1859 года, через несколько минут после отречения императора Фостена I, Жеффрар официально провозгласил Вторую Республику Гаити, восстановил Конституцию 1846 года и был избран пожизненным президентом.

## Президентство
Его первым действием на посту президента было сокращение армии вдвое с 30 000 до 15 000 человек. Он также сформировал свою собственную президентскую гвардию. В июне 1859 года Жеффрар основал Национальную юридическую школу и восстановил Медицинскую школу. Министры образования Жан Симон Эли-Дюбуа и Франсуа Эли-Дюбуа модернизировали и основали многие лицеи в Жакмеле, Жереми, Сен-Марке и Гонаиве. Он также возродил политику бывших правителей Гаити Жан-Жака Дессалина, Александра Петиона и Жан-Пьера Буайе по вербовке афроамериканцев для поселения на Гаити. В мае 1861 года группа афроамериканцев во главе с Джеймсом Теодором Холли поселилась к востоку от Круа-де-Буке.

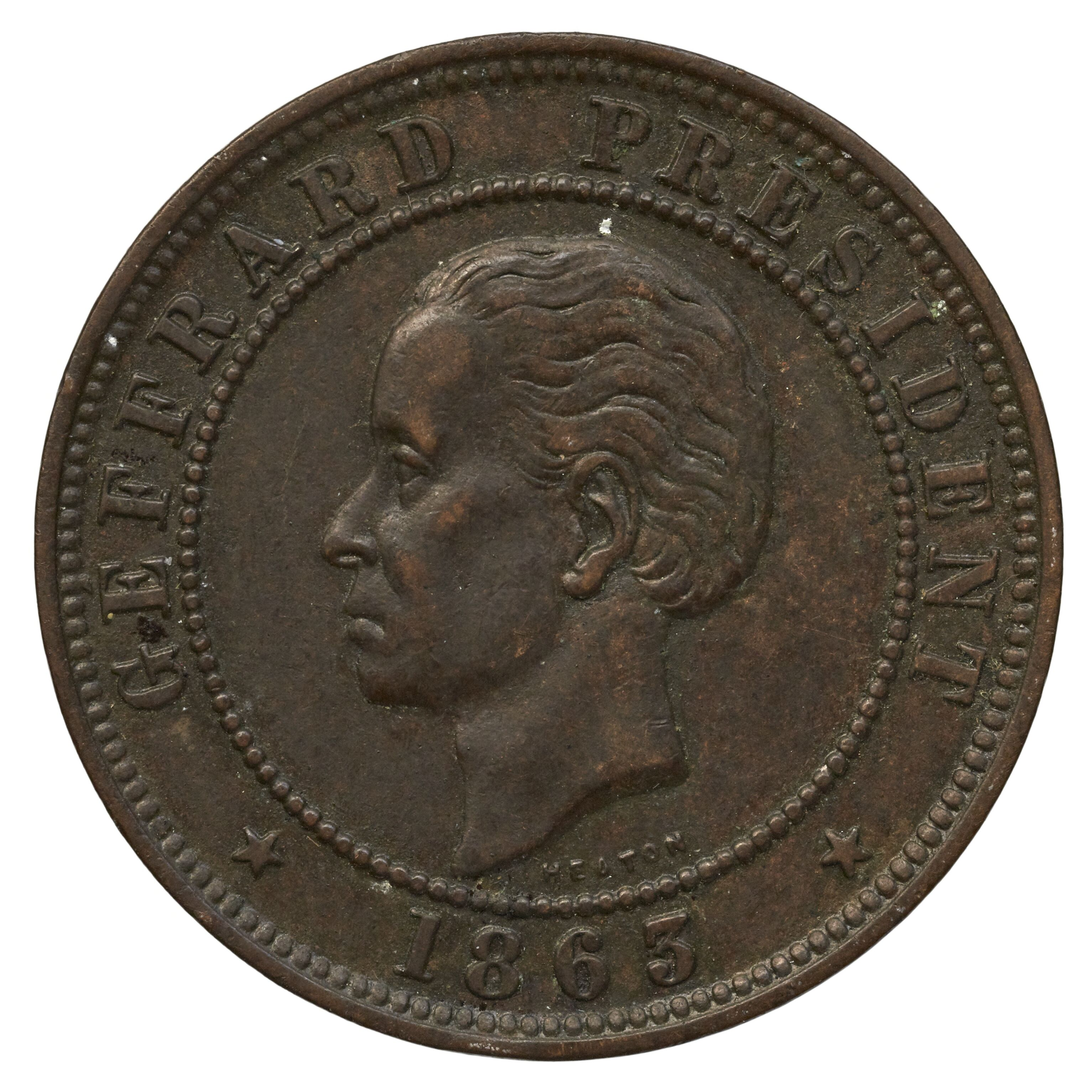
Жеффрар на монете номиналом 20 сантимов (1863).

Жеффрар был католиком, что побудило его отбросить любую форму веры вуду. Он приказал снести алтари, барабаны и любые другие инструменты, используемые в церемониях. В 1863 году практикующие вуду ужасным образом убили шестилетнюю девочку. Жеффрар приказал провести тщательное расследование, и была проведена публичная казнь. Британский дипломат Спенсер Сент-Джон оставил сенсационализированный отчёт об этом деле в своей книге Hayti, or the black republic.

В 1859 году Жеффрар предпринял первую попытку переговоров с Доминиканской Республикой при режиме Педро Сантаны. К сожалению, в марте 1861 года Сантана вернул свою страну королеве Испании Изабелле II, тем самым заставив гаитянских чиновников нервничать по поводу возвращения европейской державы на их границы. В мае того же года в Доминиканской Республике разразилась партизанская война против Испании. Жеффрар послал свою личную охрану и людей, чтобы помочь повстанцам воевать против испанских войск, но в июле 1861 года, после казни Франсиско дель Росарио Санчеса, Испания предъявила Гаити ультиматум за участие и поддержку доминиканских повстанцев. В конце концов, Жеффрар согласился уступить требованиям Испании и прекратил всякое вмешательство на испанских владениях на востоке острова. Этот эпизод оставил многих гаитян униженными и разозлёнными на Жеффрара за то, что он отступил перед европейской нацией, в то время как Фостен Сулук, по их мнению, никогда бы этого не допустил.

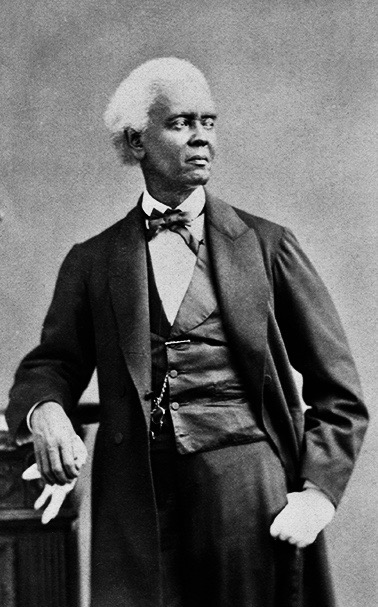
Фабр Жеффрар, 1866 г.

Жеффрар, как и многие гаитяне, поддерживал аболиционистское движение в США и провёл заочные государственные похороны аболициониста Джона Брауна, повешенного за руководство вооруженным восстанием против правительства США в 1859 году. После Гражданской войны в США Гаити было предоставлено дипломатическое признание этой страной. Во время войны испанские и британские колониальные чиновники на Кубе, Багамах и в соседнем Санто-Доминго открыто встали на сторону Конфедерации, укрывая конфедеративных торговых рейдеров и прорывателей блокады. Напротив, Гаити была той единственной частью Карибского моря (за исключением датского Сент-Томаса), где приветствовали военно-морской флот США, а Кап-Аитьен служил штабом его Вест-Индской эскадры, которая помогала поддерживать блокаду Союза в Флоридский пролив. Гаити также воспользовалась войной, чтобы стать крупным экспортером хлопка в США, и Жеффрар ввозил хлопкоочистительные машины и техников для увеличения производства. Однако 1865 и 1866 годы выдались неурожайными, и к тому моменту США восстановились в качестве самостоятельного производителя хлопка.

### Провалившееся перевороты против Жеффрара
К восьмому месяцу президентства Жеффрара министр внутренних дел при Фостене Сулуке Герье Профет начал излагать свой план свержения Жеффрара. К счастью для последнего, этот план был подхвачен его охраной, и Профет был сослан. В сентябре 1859 года дочь Жеффрара, Кора Жеффрар, была убита Тимолеоном Ваноном. В 1861 году генерал Легро попытался захватить склад оружия, но был задержан правительственными войсками. В 1862 году Лизьюс Саломон попытался сплотить сельскую общину для восстания против Жеффрара, но его планы провалились. В 1863 году Эме Легро собрал войска, чтобы свергнуть Жеффара, но его войска предали его, и он был расстрелян. В 1864 году элита Порт-о-Пренса попыталась захватить склад оружия, но позже заговорщики были привлечены к ответственности и приговорены к тюремному заключению. В 1867 году телохранители Жеффрара организовали свою попытку заговора против него и попытались убить в Национальном дворце.

## Свержение и смерть

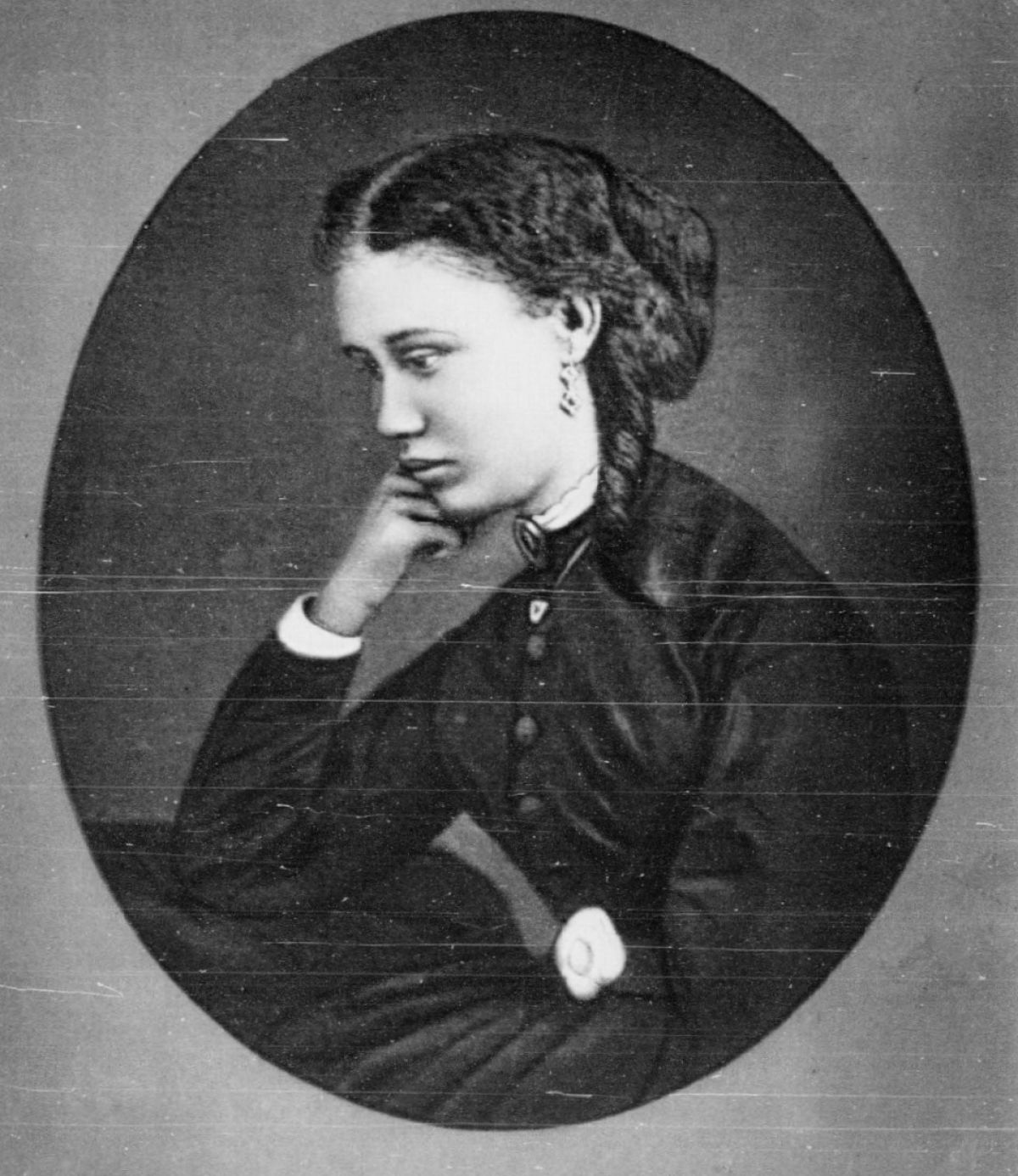
Кора Жеффрар, дочь Фабра Жеффрара, убитая в 1859 году.

В 1865 году майор Сильвен Сальнав начал захват северной и артибонитской части Гаити. К 15 мая и Жеффрар, и его правительственные войска столкнулись с повстанческими войсками Сальнава, после чего последний был изгнан. Однако распри вновь разбередили старые раны между Северным, Западным и Южным Гаити, разорили страну и вызвали вмешательство иностранцев во внутренние дела. В 1866 году огромный пожар охватил сотни домов и предприятий в Порт-о-Пренсе. В марте 1867 года Жеффрар и его семья переоделись и бежали на Ямайку, где бывший президент умер в Кингстоне в 1878 году.

## Семья
У Жеффрара и его жены Маргарит Лорваны Макинтош было семеро детей:
- Лоринска Мадиу
- Селимен Сесве
- Кора Жеффрар (убита в 1859 году)
- Маргарит Зейда Жеффрар
- Клер Жеффрар
- Анжель Дюпюи
- Шарль Николя Клодомир Фабр Жеффрар (1833-1859)